# Sistema de Universidades da Geórgia
O University System of Georgia "USG", Sistema de Universidades da Geórgia "SUG" é o corpo organizatório que inclui todas as instituições públicas de ensino superior na Geórgia. O sistema é governado pelo Georgia Board of Regents. Ele ajusta objetivos e dita a política geral às instituições educacionais assim como administra o serviço da biblioteca pública do estado que inclui 58 sistemas de biblioteca pública. O SUG dispensa também os fundos públicos (alocados pela legislatura de estado) às instituições, mas não o Georgia Lottery-funded HOPE Scholarship.
Em 2006, o orçamento anual de 5 bilhões de dólares do "SUG" foi empregado na instrução de 253,000 estudantes e no contrato de 35,000 empregados.